# ادی وین رایت
ادی وین رایت (انگلیسی: Eddie Wainwright; ۲۲ ژوئن ۱۹۲۴ – ۲۰۰۵ (۸۰−۸۱ سال)) بازیکن فوتبال اهل بریتانیا بود.
از باشگاه‌هایی که در آن بازی کرده‌است می‌توان به باشگاه فوتبال روچدیل و باشگاه فوتبال اورتون اشاره کرد.